# Redbone (Lied)
Redbone ist ein Lied des US-amerikanischen Musikers Childish Gambino (musikalischer Künstlername des Schauspielers Donald Glover). Es wurde am 17. November 2016 veröffentlicht und ist die zweite Single aus seinem dritten Studioalbum “Awaken, My Love!”. Das Lied wurde für drei Grammys nominiert, unter anderem als Record of the Year bei den Grammy Awards 2018, und gewann letztendlich einen Grammy Award für Best Traditional R&B Vocal Performance.

## Aufnahme und Produktion
Redbone wurde von Donald Glover und Ludwig Göransson, mit dem er bereits seit seinem Mixtape Culdesac (2010) zusammenarbeitet, geschrieben und produziert. Grundlage für das Lied war ein Schlagzeug-Beat von Glover und Einflüsse der afroamerikanischen Funkband Funkadelic. Darauf basierend probierten Glover und Göransson weitere Instrumente aus; letztendlich wurden unter anderem ein E-Bass, Perkussions und ein Glockenspiel für Redbone verwendet. Während der Aufnahmen zum Album spielte Glover eine frühe Version Redbones in einem Friseursalon von seinem Handy vor. Die Angestellten mochten den Anfang, doch Glover war mit dem Mittelteil nicht zufrieden, kehrte ins Tonstudio zurück und überarbeitete das Lied. Bei einem Interview mit dem australischen Radiosender Triple J sagte Glover:

“I think people hear ‘Redbone’ and are like ‘oh, he pitched up his vocals’, but there was no vocal pitching on the album – I just sang differently.”

„Ich denke Leute hören ‚Redbone‘ und denken ‚Oh, er hat seinen Gesang hochgepitcht‘, aber es gab kein Gesangspitching auf dem Album – ich habe nur anders gesungen.“

## Veröffentlichung
Nach der Veröffentlichung der ersten Singleauskopplung Me and Your Mama wurde Redbone öffentlich zum ersten Mal am 17. November 2016 bei Annie Mac’s Hottest Record auf BBC Radio 1 gespielt. Eine physikalische Veröffentlichung erfolgte nicht. Im Dezember 2016, kurz nach Erscheinen des Albums, spielte Childish Gambino das Lied bei Late Night with Jimmy Fallon.

## Rezeption

### Kritiken
Sheldon Pearce von Pitchfork bezeichnete Redbone als einen „ausgewachsenen Funk-Slow-Jam, der Liebe, Lust, Versöhnung, Generationen von schwarzem Soul und Achtsamkeit in sich trägt.“ Für die New York Times schrieb Jon Pareles, dass das Lied eine von „Paranoia und Angst gespickte Falsetto-Ballade [ist], die zwischen plüschigem Gesangsgruppen-Soul und Synthesizer-Subversion balanciert.“

### Auszeichnungen
Redbone gewann bei den Grammy Awards 2018 den Preis für Best Traditional R&B Vocal Performance und war für Record of the Year und Bester R&B-Song nominiert.

### In anderen Medien
Das Lied wird im satirischen Mystery-Horror-Thriller Get Out (2017) von Jordan Peele während der Eröffnungsszene und dem Abspann verwendet, welches einen großen Einfluss auf die Charterfolge des Liedes hatte.
Seit seinem Wiedereintritt in die Billboard-Charts ist der Song zu einem Internet-Meme geworden, das aus verschiedenen Remixen des Liedes besteht, die zu einem bestimmten Thema passen. Während eines Konzerts im Juni 2017 bezog sich Glover auf das Meme, bevor er das Lied vorführte.

## Besetzung
- Childish Gambino: Gesang, Schlagzeug, Glockenspiel
- Ludwig Göransson: E-Bass, Bassbanjo, E-Gitarre, Fender Rhodes, Synthesizer, Wurlitzer Electric Piano, Akustische Gitarre

## Kommerzieller Erfolg

### Chartplatzierungen
In den Vereinigten Staaten war Redbone ein Überraschungserfolg, der am 10. Dezember 2016 auf Rang 75 der Billboard Hot 100 einstieg. Das Lied kehrte in die Charts zurück und erreichte in der Woche vom 19. August 2017 Platz 12. Bis zum Charteinstieg von This Is America war es Gambinos bestplatzierte Single und seine erste Top-20-Single. Der Song wurde zudem Childish Gambinos erste Nummer-eins-Single in den Adult R&B Charts. Redbone wurde bis Juni 2017 über 16 Millionen Mal gestreamt.
| ChartsChartplatzierungen       | Höchstplatzierung | Wochen |
| ------------------------------ | ----------------- | ------ |
| Vereinigte Staaten (Billboard) | 12 (44 Wo.)       | 44     |
| Vereinigtes Königreich (OCC)   | 51 (17 Wo.)       | 17     |

| ChartsJahrescharts (2017)      | Platzierung |
| ------------------------------ | ----------- |
| Vereinigte Staaten (Billboard) | 25          |

### Auszeichnungen für Musikverkäufe
| Land/Region                  | Auszeichnungen für Musikverkäufe (Land/Region, Auszeichnung, Verkäufe) | Verkäufe  |
| ---------------------------- | ---------------------------------------------------------------------- | --------- |
| Australien (ARIA)            | 5× Platin                                                              | 350.000   |
| Brasilien (PMB)              | Gold                                                                   | 30.000    |
| Dänemark (IFPI)              | 2× Platin                                                              | 180.000   |
| Deutschland (BVMI)           | Gold                                                                   | 300.000   |
| Frankreich (SNEP)            | Diamant                                                                | 333.333   |
| Italien (FIMI)               | Platin                                                                 | 100.000   |
| Kanada (MC)                  | 4× Platin                                                              | 320.000   |
| Neuseeland (RMNZ)            | 8× Platin                                                              | 240.000   |
| Niederlande (NVPI)           | Gold                                                                   | 20.000    |
| Schweden (IFPI)              | Gold                                                                   | 20.000    |
| Spanien (Promusicae)         | Gold                                                                   | 30.000    |
| Südafrika (RISA)             | Gold                                                                   | 10.000    |
| Vereinigte Staaten (RIAA)    | 5× Platin                                                              | 5.000.000 |
| Vereinigtes Königreich (BPI) | 3× Platin                                                              | 1.800.000 |
| Insgesamt                    | 6× Gold · 28× Platin · 1× Diamant ·                                    | 8.733.333 |